# 11637 Yangjiachi
11637 Yangjiachi este un asteroid din centura principală de asteroizi.

## Descriere
11637 Yangjiachi este un asteroid din centura principală de asteroizi. A fost descoperit pe 24 decembrie 1996 la Xinglong în cadrul programului Beijing Schmidt CCD Asteroid Program. Asteroidul prezintă o orbită caracterizată de o semiaxă mare de 2,78 ua, o excentricitate de 0,19 și o înclinație de 10,8° în raport cu ecliptica.